# Acutandra barclayi
Acutandra barclayi – gatunek chrząszcza z rodziny kózkowatych i podrodziny pędeli (Parandrinae).
Gatunek ten został opisany w 2012 roku przez Thierry'ego Bouyera, Alaina Drumonta i Antonia Santosa-Silvę.
Kózka o ciele długości od 17,3 mm do 22 mm. Ubarwiona ciemnobrązowo, miejscami czarniawo. Wierzch głowy grubo, zwłaszcza koło wierzchołka żeberka ocznego, punktowany. Zewnętrza strona żuwaczek u nasady umiarkowanie prosta, nienabrzmiała. Obszar między nadustkiem a przegubami gładki, bez wgłębienia. Czułki o stosunkowo długim członie jedenastym i stosunkowo krótkim trzecim. Pokrywy punktowane grubo i wyraźnie, a żeberka na nich dobrze zaznaczone. Tylne golenie bez ząbków między zębem górnym a środkowym.
Chrząszcz afrotropikalny, endemiczny dla Wyspy Świętego Tomasza.